# 39930 Калаух
39930 Калаух (39930 Kalauch) — астероїд головного поясу, відкритий 24 березня 1998 року.
Тіссеранів параметр щодо Юпітера — 3,514.